# 台灣國民黨
台灣國民黨，簡稱台國黨，是2007年5月27日由甘乃迪向中華民國內政部正式申請註冊的一個政黨，成為中華民國第127個合法政黨。

## 歷史

### 籌備
2005年7月30日，台灣國民黨在桃園市由甘乃迪作為首屆的黨主席。由於成立之初該政黨組織的相關規定沒有備妥，一開始沒有得到內政部的認可。一直到2007年5月27日，才成為第127個合法政黨。在中華民國內政部申請註冊的同時，有內政部官員曾經建議更換黨名，以防止與中國國民黨混淆。

### 成立
其政治立場屬於中，首屆主席甘乃迪於2007年5月27日在桃園舉行的成立大會時表明支持台湾本土意識與台湾正名運動。此時該黨打出的方針是從台灣埔里出發看台灣、乃至於世界的觀點方針。在該黨的結黨大會上，李登輝作為該黨的精神指導者，是唯一被邀請的貴賓，但因健康上的理由缺席。但是，台灣團結聯盟的南投縣黨部的陳啓吉與民主進步黨的蔡煌瑯等人有出席成立大會。
台國黨首任主席廖國安在成立大會中表示期許認同台灣本土意識以及正名制憲理念的民眾加入。

### 解散與撤銷解散
2020年4月29日，內政部公告台灣國民黨未依《政黨法》補正，廢止其政黨政治團體身份，並發文請該組織進行財產清算。台灣國民黨主張完成法人登記時（2020年5月6日）仍在法定期限內並提起訴願，成功撤銷該廢止處分。
2021年12月8日，內政部以台灣國民黨連續四年未依法推薦候選人參加公職人員選舉為由，發函廢止其備案。台灣國民黨主張「連續四年」的起算時點有誤，提起訴願遭駁回，又與其他8個政黨集體提起行政訴訟，成功撤銷該廢止處分。